# Sama Malolo
Pas d'image ? Cliquez ici

a Compétitions nationales et continentales officielles uniquement.

b Matchs officiels uniquement.
Dernière mise à jour le 6 août 2025.
Sama Malolo, né le 19 février 1998 à Mount Wellington, Auckland (Nouvelle-Zélande), est un joueur international samoan d'origine néo-zélandaise de rugby à XV évoluant principalement au poste de talonneur.

## Biographie

### Jeunesse et formation
Sama Malolo naît à Mount Wellington dans la banlieue d'Auckland en Nouvelle-Zélande,. Il est tout d'abord scolarisé au sein de la Auckland Grammar School, avant d'aller en Australie où il fréquente la Randwick Boys High School (en), puis l'université de Wollongong.
En 2015, il est sélectionné avec le New South Wales Schools 2nd XV (équipe deux du New South Wales) lors du Australian Schoolboy Championships, un championnat mis en place pour déterminer les joueurs sélectionnés pour la Australian Schoolboys rugby union team (en) (équipe scolaire australienne). Par la suite, il est sélectionné dans une équipe bis de l'équipe scolaire australienne : les Australian Schools Barbarians.
En 2016, il fait partie de l'effectif des moins de 20 ans des Waratahs.

### Débuts sénior en Australie (2017-2019)
En 2017, Sama Malolo rejoint l'Academy (centre de formation) de la Western Force, puis fait ses débuts professionnels avec Perth Spirit en National Rugby Championship (NRC), où il dispute sept rencontres, une seule en tant que titulaire et inscrit quatre essais. Durant cette même année, il est sélectionné avec l'équipe d'Australie des moins de 20 ans pour le Championnat d'Océanie des moins de 20 ans 2017 (en) en avril, puis il est nommé dans une liste de 53 joueurs en décembre pour préparer l'année 2018.
Début février 2018, Il est sélectionné par les Melbourne Rebels pour participer au Brisbane Global Rugby Tens (en), un tournoi de rugby à dix. Le même mois, il fait également partie du groupe development (espoir) de joueurs supplémentaires pouvant potentiellement être convoqués pour disputer des rencontres avec les Melbourne Rebels durant la saison de Super Rugby. En avril, il est convoqué par la franchise australienne pour participer aux journées dix et onze en Afrique du Sud contre les Bulls et les Stormers. Finalement, il est retenu pour la deuxième rencontre, où il est remplaçant contre les Stormers, et fait ses débuts dans la compétition en fin de rencontre. Le mois suivant, il est sélectionné avec l'équipe d'Australie des moins de 20 ans pour le Championnat d'Océanie des moins de 20 ans 2018 (en), puis pour le Championnat du monde junior. Il participe à quatre rencontres, toutes en tant que remplaçant, durant la compétition. En juillet, il fait ses débuts dans le Shute Shield avec le Southern Districts Rugby Club.

### Saison au Japon, puis alternance entre l'Australie et les États-Unis (2019-2023)
Pour la saison 2019 de Super Rugby, Sama Malolo est libéré par les Melbourne Rebels. Durant le mois d'avril 2019, il dispute son deuxième match avec Southern Districts. En juin suivant, il est annoncé qu'il signe pour le club japonais des Suntory Sungoliath, mais il ne joue aucune rencontre avec l'équipe.
À partir de la saison 2020 de la Major League Rugby (MLR), il évolue avec le club des Warriors de l'Utah aux États-Unis. Il dispute sa première rencontre contre les Raptors du Colorado où il est titularisé au poste inhabituel de troisième ligne aile alors que jusque-là il évolue au poste de talonneur. Cependant, la saison est écourtée en raison de la pandémie de Covid-19 et il retourne en Australie pour jouer avec Southern Districts. Il commence la saison au poste de talonneur, puis est placé au poste de troisième ligne centre lors de cinq des six rencontres qu'il dispute.
Il resigne avec les Warriors de l'Utah pour la saison 2021 de MLR. Cette fois-ci, il joue exclusivement au poste de talonneur et réalise une saison très prolifique en inscrivant un total de onze essais en dix rencontres disputées, pour huit titularisations. Il inscrit notamment un triplé contre Rugby ATL. Son équipe se qualifie jusqu'en demi-finale de la compétition mais s'incline face aux Giltinis de Los Angeles. 
Après cette saison, il quitte le club et retourne en Australie pour signer avec les Waratahs, en 2022, où il fait partie du groupe élargi mais n'est pas appelé avec l'effectif officiel,. La même année, il met sa carrière entre parenthèses et devient devenir installateur d'enseignes. Toutefois, il participe à la saison de Shute Shield avec Southern Districts où il inscrit six essais en dix matchs. 
En novembre 2022, il est annoncé qu'il signe pour la franchise de la Legion de San Diego pour la saison 2023 de la MLR,. Il dispute sa première rencontre dès la première journée contre son ancienne équipe des Warriors de l'Utah. Avec sa nouvelle équipe, il s'impose comme le titulaire au poste de talonneur en disputant treize rencontres titulaires sur seize et inscrivant quatre essais. Avec eux, il se qualifie en finale de la compétition mais ces derniers s'inclinent en finale face aux Free Jacks de la Nouvelle-Angleterre (25-24).

### Découverte du niveau international, participation à la Coupe du monde et transfert aux Moana Pasifika (depuis 2023)
En juin 2023, Sama Malolo est retenu pour la première fois avec l'équipe des Samoa, en vertu de l'origine samoane d'au moins l'un de ses parents, dans le groupe de 40 joueurs sélectionnés pour préparer la Coupe du monde 2023. Il connaît sa première cape internationale le 29 juillet lorsqu'il entre en jeu à la place de Ray Niuia contre les Fidji. La semaine suivante, il est titularisé pour la première fois face aux Tonga et inscrit également son premier essai international. Le 6 août 2023, il est annoncé au sein du groupe définitif pour participer au Mondial en France. Dès le premier match des Samoa, il est placé sur le banc, il fait son entrée en jeu à la mi-temps et est l'auteur d'un doublé, contribuant à la victoire 43 à 10 avec bonus offensif contre le Chili. La journée suivante, de nouveau remplaçant, il se montre décisif encore une fois en inscrivant un nouvel essai contre l'Argentine mais son équipe s'incline 19 à 10. Il participe aux deux autres rencontres de poules et connaît également sa première titularisation en Coupe du monde lors du match contre l'Angleterre où ils échouent de peu à réussir un exploit en étant défait 18 à 17, de plus son équipe est alors éliminé dès la phase de poules.
En novembre 2023, il est annoncé qu'il fait partie de l'effectif des Moana Pasifika pour la saison 2024 de Super Rugby. En février 2024, pour la première journée de Super Rugby, il fait ses débuts en tant que titulaire avec sa nouvelle équipe. Au total, il dispute dix matchs dont six comme titulaire et inscrit deux essais.
Après la saison de Super Rugby, il est sélectionné pour les test matchs estivaux avec les Samoa. Il prend part aux deux matchs contre l'Italie et l'Espagne puis est annoncé dans l'effectif de la province d'Auckland pour la saison 2024 du National Provincial Championship (NPC),. En NPC, il dispute deux rencontres puis, il est sélectionné pour la Coupe des nations du Pacifique 2024. Il joue quatre matchs, dont trois comme titulaire, et son équipe termine la compétition à la troisième place.
Durant l'automne 2024, il est indiqué qu'il est en contact avec l'USA Perpignan, club français de Top 14, pour la saison 2025-2026. Son transfert est finalement officialisé à la fin novembre, pour une durée de deux saisons. Avant de rejoindre la France, il dispute une deuxième saison de Super Rugby avec les Moana Pasifika. Cette saison-là, il a un rôle de remplaçant et joue huit matchs, tous dans ce rôle.

## Statistiques en équipe nationale
Sama Malolo compte 13 capes en équipe des Samoa, dont 7 en tant que titulaire, depuis sa première sélection le 5 août 2023 face aux équipe des Tonga. Il inscrit quatre essais, vingt points.
Il participe à une édition de la Coupe du monde en 2023. Il dispute quatre rencontres, une en tant que titulaire, et inscrit trois essais.
| Numéro | Date              | Lieu                                   | Adversaire | Compétition    | Résultat | Score |
| ------ | ----------------- | -------------------------------------- | ---------- | -------------- | -------- | ----- |
| 1      | 5 août 2023       | Apia Park, Apia                        | Tonga      | Test match     | Victoire | 34-9  |
| 2      | 16 septembre 2023 | Stade de Bordeaux, Bordeaux            | Chili      | Coupe du monde | Victoire | 43-10 |
| 3      | 16 septembre 2023 | Stade de Bordeaux, Bordeaux            | Chili      | Coupe du monde | Victoire | 43-10 |
| 4      | 22 septembre 2023 | Stade Geoffroy-Guichard, Saint-Étienne | Argentine  | Coupe du monde | Défaite  | 19-10 |

## Palmarès

### En franchise
- Finaliste de la Major League Rugby en 2023 avec le Legion de San Diego.

### En équipe nationale
- Troisième de la Coupe des nations du Pacifique en 2024 avec l'équipe des Samoa.